# Laetesia distincta
Laetesia distincta là một loài nhện trong họ Linyphiidae.
Loài này thuộc chi Laetesia. Laetesia distincta được Alfred Frank Millidge miêu tả năm 1988.